# Нэш, Пол
Пол Нэш (англ. Paul Nash; 1889, Лондон — 1946, Боскомб, Хемпшир) — английский художник, иллюстратор, дизайнер и критик. Старший брат художника Джона Нэша.
Прославился картинами на тему Первой мировой войны, изобличающими разрушение природы человеком. В межвоенные годы Нэш стал активным представителем авангарда. Написал множество пейзажей, в которых представлены видения сна, а реальные предметы накладываются на выдуманные.
Нэш был сыном успешного адвоката, Уильяма Гарри Нэша, и его жены Кэролайн Мод. Проучившись год в Колледже искусств и дизайна в Челси, он поступил в Лондонскую школу полиграфии и графики в 1908 году. Поэт Гордон Боттомли и художник Уильям Ротенштейн посоветовали ему поступить в Школу изящных искусств Слейда. Он поступил в октябре 1910 года.

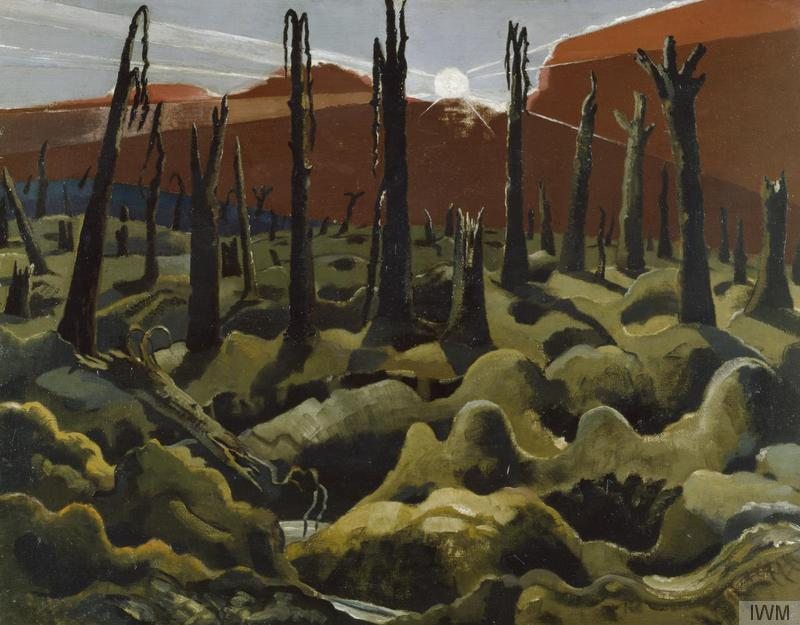
Мы создаём новый мир (1918)

В 1933 году сформировал группу Unit One («Объединение один»), целью которой была популяризация современного искусства, архитектуры и дизайна. Наиболее передовыми тогда представлялись абстрактное искусство и сюрреализм, сам Нэш в середине 30-х работал в обоих направлениях. Участвовал в организации Международной выставки сюрреалистов 1936 года. Первая и единственная групповая выставка Unit One была проведена в 1934 году и сопровождалась выпуском книги Unit One. Она состояла из текстов всех художников группы, фотографий их работ и вступления критика Герберта Рида. Кроме того, к группе принадлежали: Джон Армстронг, Джон Бигге, Эдвард Бурра, Барбара Хепуорт, Генри Мур, Бен Николсон, Эдвард Уодсворт и архитекторы Уэлльс Коат и Колин Лукас.